# Ирина (царица)
Ирина (грч. Ειρήνη, 752—9. августа 803), позната и као Ирина Атињанка, је била византијска царица, супруга Лава IV Хазара (769—780) и мајка Константина VI у чије име је владала као регент (780—790), а затим и самостално као прва жена у византијској историји (797—802). Пошто је организовала Седми васељенски сабор у Никеји 787. године на коме је обновљено поштовање икона, чиме је окончан први период иконоборства, Ирина се поштује као светица у православном хришћанству. Као владарка носила је титулу мушку цара (βασιλεύς) и била је последњи представник Исавријске династије.

## Удаја за престолонаследника Византије
Крајем године 768., Ирина се удала за византијског престолонаследника Лава, сина Константина V. Цариград је тада имао свечан изглед.
1. новембра изјутра, једна флотила од свечаних бродова, раскошно превучених свилом јасних боја, отишла је до дворца Хијерије, на азиској страни Босфора, по Ирину, и довела је у Цариград, у који је свечано ушла. Неколико недеља доцније, 18. децембра, у Светој Палати, у триклиниуму Августејона, у присуству искупљенога двора, два василеуса крунисала су нову владарку. Седећи на златним престолима, у друштву са патријархом, Константин и његов син подигли су вео који је крио лице Ирине, навукли свилену хламиду преко њене дуге златне хаљине, метнули јој на главу круну, прикачили јој у уши обоце од драгог камења. Затим су, у цркви Светога Стефана, великодостојници монархије дошли на поклоњење новој Августи; на тераси дворане Деветнаест Постеља, она се показала народу и поздрављена је клицањем својих нових поданика. Најзад, у сјајној пратњи патриција, сенатора, коморника и дворских госпођа, вратила се у цркву Светога Стевана, и ту је патријарх Никита одслужио обредну службу и метнуо венчане круне на главе супружника.
Стари цар Константин V, енергични противник икона, није мислио, приређујући те свечаности, стављајући круну Цезара на главу ове младе жене, да ће та слабачка василиса разорити дело његовога живота и упропастити престо његовој династији.

## Супруга престолонаследника
Ирина је била родом Атињанка; као она, била је без родитеља, кад околности, које нам нису познате и у којима је њена лепота без сумње играла главну улогу, начинише од ње цареву снаху. Али ту се зауставља сличност двеју царица. Атина VIII века заиста се необично разликовала од Атине V века. То више није био пагански и књижевни град, варош универзитета, пуна славе античких писаца и успомена на славне филозофе, која је чувала у сенци својих храмова сећање на прогнане богове. То је, у Иренином веку, била једна мала провинцијскаљ варош, мирна и побожна, где је Партенон био постао црква, где је Света Софија била отерала Палас-Атину са Акропоља, где су светитељи били заменили богове. У таквој једној средини, васпитање, а нарочито васпитање жене, није више могло бити оно што је било у време Атенаидино. Као већина њених савременица, Ирена је била одгајена у вери, и побожна, усхићеном и ватреном побожношћу, коју су још више распламтели догађаји бурног времена у коме је живела.
Један озбиљан верски сукоб узнемиравао је, већ више од четрдесет година, византијску царевину: борба која је названа »Свађа око икона« била је у највећем јеку. Не би ипак требало да тај назив, на изглед тако строго теолошки, створи неку обману о правом карактеру те страшне кризе: тицало се у ствари сасвим другог нечега, а не једног ситног питања дисциплине или литургије. Свакојако, цареви иконокласти, побожни као сви људи њиховога времена, уносили су у препирку искрена и ватрена верска убеђења; један од задатака које је себи поставила њихова реформа, било је подизање моралног ступња вере, ослободивши је те врсте новог идолопоклонства, какво им је изгледало претерано обожавање икона матере божје и светаца. Али друга једна ствар их је више бринула; њих је нарочито плашила моћ коју су у држави стекли својим богатством и својим утицајем, стални браниоци икона, калуђери. У ствари, то је била, од VIII века, — ма како то чудно изгледало у једној толико хришћанској царевини као што је била Византија — борба између грађанске и црквене власти.
Против њих се цар Константин V, страсна душа, енергична воља, борио с необичном суровошћу. На његове заповести, приступало се суровим казнама, често чак и крвавим. Манастири су били претворени у грађанске установе, калуђери истерани, позатварани, прогнани; у Цариграду их готово није ни било. И цело византијско друштво, увучено у борбу, делило се на два табора. С једне стране је био званичан свет, дворске владике, чиновништво, више класе друштвене, затим војска, сасвим одана једном победнику као што је био Константин V. С друге стране, ниже свештенство, средња класа, народ, жене, чија мистична побожност, одушевљена сјајем обреда, заљубљена у раскош цркава, није могла да се одважи да напусти чудотворне и поштоване иконе.
Ирина је била жена, а уз то пореклом из једне провинције ватрено привржене иконама. О њеним симпатијама, дакле, није било нимало сумње. Али у тренутку кад је улазила у царску породицу, гоњење је било у највећем јеку; а поред страшнога Константина V, не би било добро сувише отворено испољавати противна осећања. Ирена је дакле брижљиво крила своје убеђење. Она учини још и више: на захтев свога свекра, она се чак свечано закле да неће никад примити иконе; и од тог тренутка, види се како се у тој нешто помућеној души појављује у неколико она притворност и оно одсуство устезања које се доцније тако јако распламтело.

## Царица
При свем том, и поред те привидне покорности, побожност младе жене није била нека јалова побожност. То се добро видело кад 775. г. Константин V умре, и кад нови цар, Лав IV, можда под Ирининим утицајем, врло великим у почетку владе, попусти нешто од старе строгости. Василиса је одлучно приступила послу. Многе су жене исто тако биле задржале забрањене иконе: легенда прича да је у самом двору, Антуза, једна кћи Константина V, без страха, без устручавања сачувала своју побожност према забрањеним иконама. Ирена је мислила да се може угледати на своју заову и држала да може тајно успоставити, у царском двору, забрањено богослужење. Покушај је могао имати доста трагичне последице. Месеца априла 780. г. више особа из ближе царичине околине било је, на заповест Лава IV, затворено и стављено на муке, као очевидно сумњиви обожаваоци икона. И сама василиса била је осумњичена у тој ствари. Прича се да је једнога дана, у њеној соби, њен муж нашао, сакривене испод јастука, две иконе. Кад их угледа, Лав IV се разјари; и мада се Ирена, увек готова на заклетве, клела да не зна ко их је ту метнуо, њен углед код цара претрпео је тиме озбиљан удар: и она је била пала у полу-немилост, кад, на њену велику срећу, Лав IV умре доста неочекивано, септембра месеца исте 780. г. Наследник престола било је једно дете, Константин VI, са десет година; тутор свога сина и регенткиња, Ирена је била царица.

## Особине
Мало је историјских личности тако тешко оценити као славну владарку која је успоставила православље у Византији. Зна се да је била лепа; по свему изгледа да је била чедна, и да се, бачена у један покварен и клизав двор, увек одржала беспрекорна; затим, била је побожна. Али кад то кажемо, шта знамо о Ирени? Какве је вредности био њен дух? Какав је био њен карактер? Без сумње, да га назремо, имамо дела њене владе. Али да ли је она сама, својом вољом, хтела та дела? Да ли је на престолу имала својих личних начела? Или је била само оруђе у рукама вештих саветника? Та је питања врло тешко решити, и у толико су мрачнија што су писци њенога времена, кад је реч о тој православној и побожној владарци, употребљавали изразе дивљења без ограничења.
Њиховим трагом могли су дакле и други насликати Ирену под најласкавијом спољашношћу. Један славни романсијер, који се у младости забављао скицирајући слику благочестиве царице, и који је у једном живописном и мајсторском роману живо оцртао ту занимљиву појаву, показује нам је као посвећену у тајне платоновске филозофије, у догме »космополитског херметизма«, знајући »чини помоћу духова које доводе до власти«, и употребљавајући ту моћ кад ју је већ једном стекла, за један једини циљ, величину Византије и успостављање старе римске хегемоније. И ако неко хоће да је замисли онакву какву ју је сањао Пол Адам, нека прочита ову страну: »Седећи под царским чадором, на крајњем рту предгорја изнад брзих вода Босфора, она је проводила вечери пред бесмртном чаролијом левантинског неба, огледајући се у васкама од углачаног метала, блистава као мати божја у сјајном оквиру њенога одела, по коме су се огледале светлуцаве звезде, на свакој пљоштици јединственог драгог камења. У њој су трепериле мисли о победи. У свом сећању изазивала је тајанствена учења грчких школа. Жеља да својим духом оживи цео један народ држала ју је задихану и занесену«. И пишчева симпатија за ову узвишену жену толика је, да чак и њен злочин налази у његовим очима извињења и изгледа му готово оправдан. Ако је свога сина збацила с престола и ослепила, то је, вели писац, »зато што је претпоставила да жртвује личност у корист народа. Неограничено право јој је то допуштало«.
То је песничка машта. Али озбиљни историчари исто нам тако сликају Ирену под не мање заносним изгледом. Један хвали њене способности, њену велику уметност, гипкост њенога духа, оштрину њених погледа, чврстину њеног карактера. Други у њој види жену од врло велике вредности, која је Византији дала »најбољу и најделатнију владу од свих што их је видела византијска царевина«. И он додаје: »То је била жена заиста рођена за престо, мушке памети, изванредно обдарена свим особинама које чине велике владаре, знајући да говори с народом и да задобије његову љубав, веште да избере своје саветнике, обдарена савршеном храброшћу и дивном хладнокрвношћу.«
Очевидно славољубива — њени поштоваоци бележе као њену главну црту љубав спрам власти — целога живота била је вођена једном силном страшћу, тежњом да влада. Била је млада и лепа: није узела љубавника, из страха да не добије господара. Била је мати: славољубље је угушило у њој и само материнско осећање. Да би дошла до циља који је себи поставила, није се устезала ни пред чим; сва су јој средства била добра, притворство и сплетке, свирепост и издајство. Све моћи њенога духа, сва сила њенога поноса били су управљени томе једином предмету, престолу. И то је био сав њен живот. И сама њена побожност, која је била стварна и дубока, појачала је и помогла њено славољубље: уска, сујеверна побожност, којом је сама себе убедила да је она оруђе намера божијих, да има на овом свету једно дело да изврши, дужност да га брани, и да никако не допусти другима да га упропасте. Тако је она што је боље могла измирила савете своје вере са захтевима свога користољубља и љубави спрам власти; и како је, према томе, увек била убеђена у своје право и сигурна у своју дужност, она је искрено ишла своме циљу, не устежући се ни пред каквом препреком, не допуштајући никаквој тешкоћи да је заведе с пута. Поносита и страсна, она је била напрасита, сурова, свирепа; издржљива и упорна, она је ишла за својим намерама, са неуморном и чудном истрајношћу; притворна и лукава, она је, да би послужила својим плановима, употребила нечувено богатство средстава, несравњену вештину да замрси и заплете интриге. А свакојако, има и неке величине у тој упорној тежњи за највишом влашћу, која занесе једну душу и обузме је целу, у тој правој психолошкој изопачености, која уништава сва осећања, да би једино славољубље оставила да живи.
Ирина је доста срећно извела улогу славољубиве жене. Она је имала достојанства, осећања за величанственост, склоности ка раскоши, парадама и лепим зградама: у чему је уосталом била жена. Њени пријатељи, шта више, тврде да је добро владала, да ју је народ волео и оплакивао њен пад, да је њена влада била време непрекидног благостања. Видеће се даље шта треба мислити о тим похвалама. У сваком случају, ја не бих могао да признам царици тај виши ум, тај снажан дух, ту мушку храброст, ту душевну јачину у несрећи, коју јој радо придају њене присталице. Једна ме ствар наводи да посумњам у вредност њеног политичког духа и у бистрину њених погледа: то је што би она увек сувише рано уобразила да је у нечему успела, и што је више пута ударала о препреке које је могла и требало је да их предвиди. Она је била умешна, ако се хоће, и јака у сплеткарењу: али у њеном начину поступања ја нарочито налазим неку ситну подмуклу умешност, умешност лукаве жене, која без сумње каткад успе, али која ниуколико не доказује надмоћност њених способности., Допуштам да је имала упорности, лепе истрајности да се враћа на препреку док је не сломи. Али она ми не изгледа, и поред »величине душе« и »мушкога духа« које јој ласкаво придају, ни истински енергична, ни истински храбра.

## Царица регенткиња

### Промена особља владе
У тренутку кад је смрт Лава IV стварно била донела Ирини највишу власт, много супарничких амбиција комешало се око младе царице. На двору, она је наилазила на потмуло непријатељство својих деверова, петорице синова Константина V, популарних и славољубивих царевића, од којих се имала свега бојати. Узалуд их је њихов отац заклео пред смрт да не ступају у завере против законитог владаоца; чим је Лав IV ступио на престо, они су похитали да прекрше своју заклетву; и мада је после те увреде најстарији међу њима, Цезар Нићифор, био лишен свога достојанства и прогнан у далеки Херсон, многобројна странка радила је упорно за њих. С друге стране, сва висока звања владе заузимали су ревносни иконокласте. Управник двора, канцелар, врховни командант војске, били су стари и верни службеници покојнога Константина V. Сенат, великодостојници провинцијске администрације, нису били мање одани политици претходне владе. Најзад и црква, којом је управљао патријарх Павле, била је пуна непријатеља икона. С људима такве врсте, Ирина није могла ништа предузети; а они су исто тако с правом сумњали у василисина осећања и плашили се од њене стране скорих покушаја реакције. Да би остварила своје побожне намере, да би задовољила снове свога славољубља, царица је морала да нађе другу сарадњу и да тражи други ослонац.
Овде се показује њена вештина да спреми свој пут. Од својих противника она је једне без милости сломила својом снагом, друге је благо уклонила с места где су сметали. Склопила се била завера да се на престо подигну цезари; она се тиме користила да принуди своје девере да се закалуђере, а да никоме не би остао непознат њихов непоправљиви пад, она их је приморала да о божићним празницима 780., узму учешћа у Светој Софији, пред целим престоничким народом, у свечаној служби којом је обележен тај свети дан. У исто време, она је мало помало измењала дворско особље. Истакла је своју породицу на почасна места, сместила свога брата, свога нећака, своју рођаку, и друге сроднике. Бацила је у немилост старе војсковође Константина V, а нарочито страшног Михаила Лаканодракона, стратега Трачана, који је постао чувен са своје дивље мржње спрам калуђера и са своје веселе суровости с којом их је гонио да се жене. На њихово место она је сместила за заповеднике своје људе, нарочито евнухе своје куће и своје присне пријатеље. На њих је неприметно пренела сва велика звања дворска и административна; међу њима је изабрала свог првог министра, Ставракиоса.
Велики љубимац василисин, та личност постаде њеном милошћу патриције, логотег дрома, ускоро постаде неоспорни и свемоћни господар Свете Палате. Дипломата, он је приговарао о миру с Арапима; војсковођа, он је умирио устанак Словена и, да би његов углед постао још већи, Ирена му је у хиподрому приредила свечани тријумф. Узалуд војска, незадовољна таквим старешином, није крила своју мржњу спрам скоројевића; он, сигуран да је у милости, удвојио је своју охолост и безочност. Заиста, за двадесет година, верно привезан за Иренину судбину, он је увек с њом падао и с њом се дизао на власт. И можда је тај човек, енергичан, делатан, славољубив, коме се не могу порицати заслуге, често бивао духовни вођа царичин и подржавао њене намере, али се исто тако види какав доста чудноват обрт и какав изглед камариле даде Ирениној влади, одмах у почетку, ово мешање дворских евнуха у све гране државне управе.

### Црквена политика
У исто време кад је мењала особље владе, Ирина је изменила и општу политику царевине. Она је завршавала рат на Истоку, тражила на Западу да се приближи папству, и започела да преговара с Карлом Великим; нарочито је показивала у верском погледу одавна невиђену трпељивост. »Побожни људи, вели један савремени хроничар, опет почеше да говоре слободно, божја реч да се шири без препрека; они који су тражили вечни спас могли су се без тешкоће повући од света, и опет се служило у славу божју; манастири су понова почели напредовати и благостање је свуда владало.« Опет се калуђери показаше у Цариграду; улазак у самостане опет се отвори људима које је срце тамо вукло, а власти их спречавале; царица се разметљиво старала да поправи оно што је прошла владавина обесветила; она је с великом парадом донела натраг у Свету Софију скупоцену круну коју је Лав IV некад уклонио из Саборне Цркве; она је свечано вратила у њихово светилиште мошти Свете Еуфимије, бачене у море на заповест Константина V, и чудом опет нађене. И побожна странка, очарана овим делима, поздравила је као неочекивано чудо долазак на престо побожне владарке и захваљивала Богу »који ће руком једне удовице и једнога сирочета оборити безакоње и учинити крај робовању цркве.«
Једна вешто заплетена интрига осигурала је Ирени једину власт која јој је још недостајала, над патријаршијом. Године 784., изненада — без наредбе од владе, тврди Теофан, вероватније ипак на миг дат из двора, — патријарх Павле даде оставку и повуче се у манастир, изјавивши онима који су хтели да чују, да, мучен грижом савести због својих грехова, хоће да испашта за злочине које је извршио према иконама и бар да умре измирен с Богом. Ирена је врло вешто искористила ту одлуку, која је начинила велику ларму у престоници, и на место Павлово она изабра, да га стави на чело цркве, једног сигурног човека, једног световњака, царског секретара Тарасиоса. Овај, паметан и савитљив политичар, изванредно је играо улогу коју му је без сумње царица прописала. Кад је његово име било истакнуто, кад га је сама царица почела молити да прими звање и да се да бирати, он одби, одрече се дужности коју су му хтели наметнути, затражи да му допусте да пред народом објасни узроке своме одбијању. И, у једном дугом говору, речито, он се задржа на бедном стању Цркве, на неслогама које је подривају, на расцепу који је дели од Рима, и врло вешто, постављајући то за услов да се прими места, он посаветова да се сазове васељенски сабор, који ће повратити мир и јединство у хришћанском свету. У исто време, вештим заобилажењем, он је изјавио да не признаје синод иконокласта, одржан 753. г. и порицао му сваку канонску власт, јер он није друго урадио до прибележио незаконито донете одлуке грађанских власти у црквеним питањима. И пошто је тако припремио земљиште за василисине планове, пустио је да ствари иду својим током и, пошто је одједном добио све свештене чинове, попе се на престо патријарха.

### Цариградски сабор 680. године
С једним тако драгоценим савезником, Ирина је мислила да може да ради отворено. Позиви, разаслати по целом царству, сазвали су у Цариград за пролеће 780. г. хришћанске главаре цркава, и већ се мислило да је Ирена сигурна у победу. Али су они правили рачун без опозиције једнога дела владика, нарочито без непријатељства пукова царске гарде, верне успомени Константина V и чврсто везане за политику тога славнога цара. Учињену погрешку опазили су онога дана кад се сабор отворио у цркви Светих Апостола. Владике су свечано заседавале на својим местима; у одељењу оглашених Саборне Цркве, Ирена је са својим сином присуствовала седници; на предикаоници, Платон, свештеник сакудионски, један од најватренијих бранилаца икона, говорио је једну пригодну беседу, кад одједном, са мачем у руци, војници јурнуше у цркву, претећи да ће поубијати владике. Узалуд је Ирена, не без храбрости, покушала да се умеша и да умири побуну; њени су напори били немоћни, њена власт непризната. Православне владике биле су вређане, гуране, растеране; и кад то видеше, владике партије иконокласта, придружише се војсци, почеше одобравати и викати: »Ми смо победили! Ми смо победили!« И сама Ирина једва је умакла канџама тих лавова, како пише један црквени хроничар, и њене присталице, мада њена крв није потекла, прогласише је за мученицу.

### Седми васељенски сабор
Радило се и сувише брзо: све је требало почети с почетка. Овога пута ишло се заобилазним путевима да би се ствар привела крају. Василиса и њен први министар развише у томе послу сву своју сплеткашку способност и све своје лукавство. Новцем и обећањима придобише за владину политику азиске армије, увек суревњиве на трупе које су биле у престоничком гарнизону. Затим објавише велики поход против Арапа. Гардијски пукови први пођоше у бој. У Цариграду их одмах заменише дивизије, чију је верност влада била осигурала; у исто време, да би упорне принудила на послушност, позатварали су жене и децу, узаптили имања војницима испраћеним на границу; као господар тих драгоцених талаца, влада је могла без опасности отпуштати, распуштати, растурати непријатељски расположене гардијске пукове. Ирена је сад имала неопходан ослонац за своје планове, војску својих присталица, под оданим вођама. И поред тога, она се није усудила да опет у самом Цариграду учини покушај промашен 780. г. Васељенски сабор састаде се у Никеји 787.; под свемоћним утицајем двора, патријарха и калуђера, он без устезања баци анатему на одлуке иконокласта од 753. г., и поврати у свој својој ширини поштовање икона и православља. Затим, у месецу новембру 787. г., оци сабора преместише се у престоницу, и на последњој седници, држаној у палати Магнаур, у присуству легата папе Хадријана, Ирена својом руком потписа каноне који успостављају веру коју је она волела.
Тако је, за седам година вештине и стрпљења, Ирена, поред неколико наступа наглости, постала свемоћна. Она је дала задовољења Цркви и погледима своје сопствене побожности; нарочито, она је поломила под ногама све што је сметало њеном славољубљу. И њени пријатељи, побожни, поносити таквом владарком, свечано су у њој поздрављали »царицу, потпору Христа, ону чија је влада, као и име, залога мира«.

### Однос са сином Константином VI
У тренутку кад је Ирина однела ту победу, у тренутку кад је њен тријумф изгледао најпотпунији, њеном је славољубљу нешто озбиљно претило.
Константин VI је растао: било му је седамнаест година. Између сина жељног да влада и мајке страсно занете највишом влашћу, сукоб је био известан, неизбежан: он је имао да превазиђе у ужасу све што се може замислити. Зато, да би објаснили ту зликовачку борбу, побожни историчари тога доба нису нашли другога излаза него да умешају ђавола и, трудећи се да оправдају благочестиву царицу, они су, што су више могли, набацивали злочине што их је она починила на њене несрећне саветнике. У ствари, та се оправдања не могу сасвим примити: онаква какву је ми познајемо, Ирена је извесно имала јасну свест и потпуну одговорност за своја дела. Она је хтела да одбрани своје творевине, да очува моћ коју је имала у рукама: зато није одступала ни пред борбом, ни пред злочином.
Својевољна и страсна, Ирина је једнако хтела да с младићем, као што је био њен син, поступа као с дететом. Некада је, у почетку своје владе, преговарала, у интересу политике, о женидби између Константина VI и једне кћери Карла Великог, и у Ахену се видео један евнух са двора, који је имао да научи младу Ротруду језику и обичајима њене будуће отаџбине, а научници палатинске Академије, поносити на везу која се спремала, надметали су се ко ће пре научити грчки. Политика је покварила оно што је политика уговорила. Кад је мир с Римом успостављен, Ирени је изгледала мање потребна веза с Францима, нарочито се, кажу, бојала да моћни краљ Карло не постане сувише чврст ослонац за слабост свога зета, и не помогне му да постане господар монархије. Она дакле прекиде започете преговоре и поред одвратности Константина VI, који се из далека био заљубио у младу принцезу са Запада, она му наметну другу једну женидбу. Већ сам испричао, према лепом месту из живота светог Филарета, како су, по обичају, царски гласници пошли на пут по држави да пронађу вереницу достојну василеуса, и како су, међу кандидаткињама за Константинову руку, Ирена и њен први министар изабрали једну младу Јерменку, пореклом из области Пафлагоније, Марију Амниску. Она је била лепа, паметна, побожна, и уз то из врло скромне породице; а кад за све буде дуговала Ирени, мислило се да ће бити смерно покорна вољи своје добротворке, и да се од такве снахе Ирена нема бојати никаквога досадног и неумесног славољубља. Венчање дакле буде утврђено, и Константин је, и преко своје воље, морао послушати. То је било новембра 788. г.

### Пад
Уосталом, Ирена је опрезно држала свога сина у страни од свих послова. Цар је био као одвојен у своме сопственом дворцу, без пријатеља, без утицаја; пред његовим очима, свемоћни Ставракиос владао је свима по својим ћудима, дрзак и охол, и пред љубимцем свако се понизно клањао. Најпосле, млади се владар побуни против тога туторства; са неколико људи из своје близине, он склопи заверу против првога министра. То је скупо платио. Пошто је завера била откривена, Ирена осети да у исти мах и њој непосредно прети опасност: од тога дана, славољубље је у њој убило материнску љубав. Она дивљачки удари. Позатварани завереници били су мучени, прогнани или бачени у тамницу; што је озбиљније, сам је цар био осуђен на шибе, као непослушно дете, добро изгрђен од своје мајке, и задржан неколико дана у затвору, у својим собама. После тога, царица је мислила да је сигурна у своју победу. Њени ласкавци су је такође одржавали у тој обмани, тврдећи јој »да сам Бог неће да њен син влада«. Сујеверна и лаковерна као и све њене савременице, она се дала заварати тим речима и пророчанствима врачара који су јој обећавали престо; и да би га себи осигурала, она све стави на коцку. Од војске се тражила нова заклетва на верност; војници су се морали заклети према овом неочекиваном и чудноватом обрасцу: »Докле год ти будеш у животу, ми нећемо признати твога сина за цара«; и у званичним поздравима народа Иринино је име било стављено пре Константиновог.
И овога пута, као и 780. г., ватрена и славољубива царица ишла је сувише брзо. Године 790., у азијским пуковима букну незадовољство против владе а у корист младога цара држаног под туторством. Из јерменских армија, побуна се прошири на друге области; ускоро су све сакупљене трупе тражиле да се Константин VI пусти на слободу и да се призна за правог и јединог василеуса. Ирена се уплаши; она попусти. Она пристаде да пусти сина, да се одрекне власти; немоћна и јаросна, она је морала гледати како њени најмилији пријатељи падају у немилост и удаљују се. Ставракиос, први министар, буде закалуђерен и прогнан у Јерменску; Аетиос, други њен пријатељ, делио је његову злу судбину. Она сама се морала повући у своју «величанствену палату Елеутерион, а око младог владара, свечано проглашеног, она виде како се враћају у милост сви они с којима се она борила, сви непријатељи икона којима је она повратила важност, а у првом реду Михаило Лаканодракон, који је уздигнут на високо звање управника двора.

## Ирина као царица мајка

### Повратак на двор
Али Константин VI није осећао нимало мржње спрам своје мајке. Тек што је била прошла година од Ирениног пада, кад у месецу јануару 792, попуштајући њеним молбама, млади владар јој поврати титулу царице, позва је натраг у Свету Палату, да владају заједно; у исто време кад и њу, слабост василеусова врати на посао евнуха Ставракиоса, њенога љубимца. Ирена се вратила жедна освете, жељна да казни оне који су је издали, и ватренија но икад у тежњи за својим славољубивим сновима. Али овога пута, да би их остварила, показала се вештија. Године 790, она је мислила да је сасвим сигурна у успех; хтела је да убрза ствар и да силом отме престо; својом суровошћу према сину она је саблажњавала јавно мњење и узбунила војску. Тај јој је неуспех отворио очи, и сад је употребила пет стрпљивих година да лагано спреми своју победу највештијим и најбоље смишљеним сплеткама.

### Војна побуна
Константин VI имао је неоспорних врлина. Ов је био, као и његов деда, храбар, енергичан, паметан и способан владар; и сами његови противници хвале га и признају му ратничке заслуге и истинску способност за владање. Оптужбе управљене против њега, а поглавито развратан живот који му се пребацује, немају општег значаја, као што би се у први мах могло веровати, и циљају једино, у мислима њихових писаца, на саблазан коју је учинила његова друга женидба. Ревностан присталица православља, он је био врло популаран у нижим класама, и Црква га је радо гледала; предузимљив и храбар војсковоћа, врло расположен да понова зарати против Бугара и Арапа, он се свиђао војсци. Ирена је употребила највећу вештину да завади тога владара достојног поштовања са његовим најбољим пријатељима, једно за другим, да покаже како је уједно незахвалан, свиреп и кукавица, да му убије углед код војника, да му одузме наклоност народа, и да га омаловажи код Цркве.
Прво је употребила свој поново задобијени утицај да изазове сумњу Константинову на Алексија Мозела, војсковођу који је изјавио незадовољство с владом 790. г., и тако је оцрнила тог човека, да је пао у немилост, и цар га је дао затворити, а затим ослепити. То је за Ирену била двострука добит: она се осветила човеку који је издао њено поверење, и подигла против Константина VI јерменске трупе, његов најбољи ослонац. На вест о поступању са старешином кога су они волели, ти се пукови одиста побунише. Требало је да 793. г. сам василеус оде да угуши побуну: он је то извршио са крајњом грубошћу, и тиме сасвим одстранио љубав својих војника. У исто време, како је једна странка почела да се комеша у корист његових стричева, цезара, по савету Иринином, цар осуди најстаријег на губитак вида, а осталој четворици даде одсећи језик: доста узалудна свирепост, и која га је учинила врло непопуларним, нарочито код иконокласта, који су у жртвама волели успомену на Константина V, њиховог оца. Најзад царица, да би сасвим подигла јавно мњење против свога сина, измисли и последње средство, највише макијавелско од свију.

### Снаха Теодота
Константин VI, као што се зна, није волео своју жену, мада му је она дала две кћери, Еуфрозину и Ирену. Он је имао милосница. Кад се Ирена вратила у двор, он се убрзо заљуби у једну дворску госпођицу царице мајке: она се звала Теодота, а, пореклом из једне велике престоничке породице, била је у сродству са неколико најславнијих људи православне странке, игуманом сакудионским Платоном и његовим синовцем Теодором. Ирена је предусретљиво храбрила страст свога сина према њеној пратиљи, и она сама га је наговарала да отера своју жену и да узме ту девојку; она је добро знала какву ће саблазан изазвати царев поступак, и унапред је рачунала како ће искористити произведени утисак за своје намере. Константин VI радо је слушао њене савете; и, да би му помогли да се отарасе Марије, на двору се онда сплела једна врло чудна сплетка, на коју се морам вратити, јер је необично карактеристична за византијске обичаје тога доба. На крају крајева ипак, и поред одупирања патријарховог, цар затвори своју жену у манастир, и у месецу септембру 795. г. венча се с Теодотом.
Оно што је Ирена предвиђала морало се догодити. По целом византијском хришћанству, до најудаљенијих провинција, узвици општег негодовања поздравише ову прељубничку везу. Странка побожних беснела је, страшно се саблажњујући; калуђери, распирујући пламен, грмели су против развратнога цара са две жене, и љутили се на слабост патријарха Тарасиоса, који је, увек политичан, трпео такве гнусобе. Испод руке, Ирена је храбрила и подржавала њихово буњење, »јер су се они, вели један савремени хроничар, противили њеном сину и изобличавали га«. Треба видети у црквеним писцима до ког се степена јарости подигла побожна срџба богомољаца на непослушног и бестидног сина, на развратног и поквареног владара. »Тешко граду,« говорио је Теодор Студит поправљајући на своју руку речи Књиге Проповедника, »тешко граду којим дете влада«. Константин VI, мирнији, предузимао је мере да стиша ту страховиту буру. Како је главно огњиште опозиције био манастир Сакудион у Битинији, он се преселио, под изговором да иде на летовање, у бању Прус; и одатле, користећи се суседством, он поведе са калуђерима славнога манастира разне љубазне преговоре. Најзад, у нади да ће их умирити том учтивошћу, он им лично учини посету. Ништа не поможе. »Чак ако треба пролити своју крв, говорио је Теодор Студит, ми ћемо је пролити с радошћу«.
Пред том непомирљивошћу, цар се превари и изгуби стрпљење: он се реши да употреби насиље. Нареди да се многи позатварају; известан број калуђера би шибан, бацан у тамнице или прогнан; остатак братства буде растурен. Али те строге мере само су још заплеле стање. На све стране калуђери су роптали на тиранина, на »новог Ирода«, и чак до његове палате долазио је игуман Платон да га вређа у лице. Константин VI се савлада. На игуманове увреде, он се задовољи да хладно одговори: »Ја нећу да стварам мученике«, и пусти га да говори. На своју несрећу, он их је био већ и сувише створио. Јавно мњење је било огорчено на младог владара: Ирена је умела да искористи прилику.

## Цар

### Долазак на престо
За време бављења двора у Прусу, царица-мајка је врло вешто маневрисала. Прилике су јој у осталом ишле на руку. Млада василиса Теодата морала се вратити у престоницу ради порођаја у Светој Палати, а Константин VI, врло занесен својом женом, нестрпљиво је подносио њено одсуство; зато, кад октобра месеца 797. г. дознаде да му је рођен син, он похита у Цариград. Тако је оставио слободно поље Ирининим сплеткама. Поклонима, обећањима, својом личном привлачношћу, ова је брзо придобила за себе главне официре гарде; она их је навела да приме план о државном удару који би њу начинио једином царицом, и завереници, које је, као увек, предводио Ставракиос, договорише се да чекају згодан тренутак. Ипак је постојала једна црна тачка, која је могла све покварити. Довољан би био какав сјајан војнички успех да поврати Константину VI његов поколебани углед: а баш марта месеца 797. г. василеус је улазио у рат против Арапа. Пријатељи његове мајке нису се устручавали да осујете његов поход једном лажју која је јако личила на издају; цар се морао вратити у Цариград не стигавши до непријатеља и не урадивши ништа.
Одсудна криза се приближавала. 17. јула 797. г. Константин VI се враћао из хиподрома у палату Светог Мамаса. Издајници који су га окружавали мислили су да је прилика згодна и покушаше да га затворе. Али им цар умаче, и, утрчавши у једну лађу, журно пређе на азиску обалу, рачунајући на верност трупа које су држале анадолске обале. А Ирена, која је на вест о атентату одмах узела Велику Палату у своје руке, већ се била уплашила, изгубила главу; већ је, видећи да се њени пријатељи устежу и да је народ наклоњен Константину, помишљала да се понизи и да пошаље своме сину владике да јој испросе милост, кад је страст за највишом влашћу наведе на мисао да баци последњу карту. Многи људи из царске околине били су се сасвим заплели с њоме; она им је претила да ће их доставити цару, да ће му показати писма која доказују њихову издају. Уплашени тим изјавама, и не видећи другога начина да избегну извесну пропаст, завереници, охрабрени, дочепаше свога несрећног владара. Доведоше га у Цариград и затворише у Свету Палату, у Пурпурну Собу, где је и рођен, и ту, на заповест његове мајке, дође џелат да му ископа очи. Он ипак не умре. Затворен у једну раскошну кућу, он је најзад постигао да му се врати његова жена Теодота, која га је у највећој опасности храбро подржавала; чак је од ње имао и другог сина, и тако је провео у мирној тами последње године свога живота. Али од тога тренутка његов царски живот био је свршен.
Ирина у одлучном тренутку изгуби главу; уплашила се, и помишљала да се понизи; држала је да је ствар промашена и хтела је све да напусти.
Нико, или готово нико, није оплакивао судбину несрећнога владара. Побожни, у своме уском фанатизму, видели су у његовој несрећи праведну божју казну за његову прељубничку везу, заслужену каштигу због строгих мера које је предузимао против калуђера, једном речју значајан пример, којим ће, како каже Теодор Студит »и сами цареви научити да не крше божје законе, да не распаљују безбожничка гоњења«. И овога пута, побожне душе поздравише са дивљењем и захвалношћу ослободилачко дело које је извршила благочестива василиса Ирена. Једини хроничар Теофан, и поред своје оданости царици, изгледа да је нејасно осетио ужас њенога злочина: »Сунце се, пише он, помрачи за седамнаест дана, и не пусти ни зрака, тако да су лађе лутале по мору; и сви су говорили да сунце не даје своју светлост због ослепљења царевог; и тако се попе на престо Ирена, мати царева«.

### Ток владавине
Ирина је била остварила свој сан: она је владала. Изгледа да је онда била као опијена својом срећом и својом свемоћи. Она се заиста усудила да учини ту нечувену ствар која се никада дотле није видела у Византији, и која се никада више није видела: она узе, она, жена, титулу цара. На челу Новела које је објавила, она се гордо назвала: »Ирина, велики василеус и самодржац ромејски«; на новцу који је ковала, на диптисима од слонове кости који су нам сачували њену слику, она се појављује у свем владарском велелепном сјају. Таква, и још величанственија, хтела се показати своме народу. На ускршњи понедељак године 799., она се вратила из цркве Светих Апостола у двор, са свечаном литијом, возећи се на златним колима са два упрегнута белца, које су држала четири великодостојника; обучена у раскошно одело василеуса, блистајући од пурпура и злата, она је, по обичају римских конзула, пуним прегрштима бацала новац сакупљеној гомили. То је била као апотеоза славољубиве владарке и врхунац њене величине.
У исто време, увек вешта, она се старала да одржи своју популарност и да утврди своју власт. Цезари, њени девери, чије је упорно славољубље надживело све невоље, понова се почеше бунити. Она свирепо угуши њихове покушаје и протера их у Атину, у једно удаљено изгнанство. Својим пријатељима калуђерима указивала је, напротив, наклоност пуну пажње: дала је за њих сазидати нове манастире, богато је обдарила обновљене; благодарећи њеној отвореној милости, велике манастирске установе Сакудиона у Битинији и Студиона у престоници, развише се тада до нечувеног напретка. Најзад, да би придобила народ, она прошири своју дарежљивост у свима правцима: праштала је задужен порез, прерадила систем финансијске администрације, смањила терет царине на земљи и мору, и таксе којом су били оптерећени предмети за потрошњу и индустрија, задобила љубав сиротиње оснивањем добротворних установа. И Цариград је очаран поздрављао своју добротворку.
Међутим, око остареле владарке на двору су, се плеле потмуле сплетке: Иринини љубимци отимали су се ко ће је наследити. Престо је заиста, по њеној смрти, остајао празан: из првог брака Константина VI рођене су биле само две кћери; што се тиче деце из другога брака, старији син Лав умро је кад му је било тек неколико месеци; други, дошавши на свет после пада свога оца, сматран је као ванбрачан, рођен из незаконите везе и лишен свих права на царевину. И тако су два евнуха која су владала монархијом, Ставракиос и Аетиос, подједнако сањала да задобију власт за своју породицу и обасипала своје сроднике свима почасним звањима. Иренино све горе здравље давало им је уосталом права да се убрзо могу надати. Ипак, до краја суревњиво чувајући своју највишу власт, подозревајући свакога који јој је изгледао да прети њеној круни, стара василиса упорно је бранила престо задобијен њеним злочином.
И више од године дана, у Светој Палати су се без престанка ређале доставе, бурни призори, изненадна падања у немилост и неочекивана враћања у милост; Аетиос је достављао Ставракисове завере и славољубље, Ставракиос подстицао побуне да упропасти Аетиоса, а између њих двојице била је Ирена, колебљива, неспокојна, раздражена, час злостављајући све око себе, час праштајући. И има нечега заиста трагичног у тој борби између старе царице, исцрпене, али која се очајнички закачила за власт, и свемоћног министра, који је и сам био болестан, пљувао крв, и, у рукама самих лекара, и уочи смрти, упорно склапао завере и надао се престолу насупрот свакој нади. Он је први подлегао, средином 800. год. Док се византијски двор трошио у тим јаловим свађама, дотле је у Светом Петру у Риму Карло Велики основао Западно Царство.
Кажу да се једна величанствена намера била зачела у глави германскога цезара и старе византијске владарке, намерно једном браку који би сјединио њихове две монархије под њиховим заједничким скиптром, и успоставио, још славније и још потпуније него и у само време Августа, Константина и Јустинијана; старо јединство orbis romanus. Ствар не изгледа много вероватна; али у сваком случају започети су преговори да се створи један modus vivendi између две државе. Франачки посланици били су у Цариграду, кад букну последња катастрофа у којој Ирена подлегну.

### Пад с власти
У колико је стара царица слабила, сплетке су око ње постајале све жешће и све дрскије. Аетиос, свемоћан сад после смрти свога супарника, отворено је истицао свога брата и трудио се да му осигура ослонац у војсци. Поред безочног славољубља и охолости љубимчеве, бунила су се друга велика властела; и један од министара, логотет Нићифор, искористио је опште незадовољство да и сам склапа завере против василисе. Најпосле, подмукло, странка иконокласта спремала је одмазду. 31. октобра 802. г. букну револуција. »Бог је то допустио,« вели побожни хроничар Теофан, »у својој несхватљивој мудрости, да би казнио грехове човечанства«.
Ирина је била на летовању у палати Елеутериону, њеном најмилијем боравишту. Завереници, међу којима су се налазили стари пријатељи Аетиосови, незадовољни љубимцем, стари другови Константина VI, више официра иконокласта, жељних освете, цивилни великодостојници, најзад дворани, чак и неки рођаци царичини, које је она обасипала .даровима, користише се тим одсуством. У десет часова у вече они се појавише на вратима Свете Палате, показујући халкејској гарди тобожње заповести василисине, којима она наређује да се без одлагања прогласи Нићифор за цара, да би јој помогао да се одупре сплеткама Аетиосовим. Војници се дадоше убедити и предадоше палату.
У свакој византијској револуцији то је била главна тачка коју је требало прво осигурати, и као залога и знамење успеха. И, заиста, још ноћ није била прошла, а гласници су објавили по целој вароши ступање Нићифорово на престо и успех државног удара; и нико није покушао да се одупре. У исто време Ирена, на превару ухваћена у Елеутериону, била је под добром стражом доведена у Цариград и затворена у Свету Палату; и одмах сутрадан у јутру, у Светој Софији, рукама патријарха Тарасиоса, који је, изгледа, био сасвим заборавио своју добротворку, нови василеус је крунисан на брзу руку. Међутим, ништа није било свршено. Ирена је била популарна; повративши се од свога првог изненађења, гомила је отворено показивала непријатељство према завереницима. Вређали су новога господара, грдили су патријарха; и многи људи, подсећајући на изјаве лојалности којима су завереници преварили своју владарку, оштро су им пребацивали њихову незахвалност. Свет је жалио за обореном владом, за напретком који је она била донела, бојао се будућности која се спремала; и маса, не могући да верује у догађаје који су се догодили, питала се да она није играчка каквог рђавог сна. Запрепашћење, очајање, били су општи; а језовито време, хладно и магловито јесење јутро, чинило је још трагичнијом зору нове владавине.
Једна заиста енергична жена можда би искористила те околности: Ирина то није учинила. Између два осећања, славољубља и побожности, која су делила њену душу и која су је водила кроз живот, побожност је овога пута била јача. Није њен пад ни у чему ослабио њену храброст: она не показа никакву слабост; али пред свршеним чином, »као мудра жена која воли Бога«, према речима једног савременика, она се приклонила без роптања. Кад је, сутрадан по крунисању, Нићифор дошао да је посети, са очима пуним притворних суза, и кад је, са његовом уобичајеном извештаченом доброћудношћу, показујући црне ципеле које је задржао уместо да обује црвене, тврдио да су га присилили на то, и готово се извињавао што је цар, Ирена се, измиривши се сасвим хришћански са судбином, приклони пред новим василеусом као пред божјим изабраником, благосиљајући тајанствене намере Провиђења и налазећи у својим гресима узрок своме паду. Она није имала никакве оптужбе, никакве жалбе; на Нићифоров захтев, она предаде чак и своју ризницу, изјавивши само жељу да јој оставе на слободно уживање њену палату Елеутерион.

## Смрт и светица
Насилник обећа све што је она желела: он ју је уверавао да ће се целог њеног живота с њоме поступати »како приличи једној василиси«. Али је брзо заборавио своја обећања. Стара царица би удаљена из Цариграда, и прогнана прво у манастир који је била основала на Принчевском Острву. Али је и ту изгледала сувише близу. Новембра месеца 802. г. и поред оштрине ране зиме послаше је на Лезбос; тамо су је чували под добром стражом и издата је забрана да јој се нико не приближује: толико су се још бојали њених смутња и њеног упорног славољубља. У том заточењу она жалосно умре, августа месеца 803. г., напуштена од свију. Њено тело је пренето у манастир на Принчевском Острву, а доцније у Цариград, где су је сахранили у цркви Светих Апостола, у гробној капели где је спавало толико царева.
Побожној и православној владарци, царици Ирени, црква је све опростила, чак и њене злочине. Византијски хроничари њенога доба зову је блаженом Иреном, новом Јеленом, »оном која се као мученица борила за праву веру«. Теофан оплакује њен пад као катастрофу и жали за годинама њене владе као за временом ретког напредовања. Теодор Студит један светитељ, обраћао јој се најнижим ласкањем, и није нашао довољно одушевљених речи да нахвали »предобру владарку«, »тако чистога духа, заиста свете душе«, која је својом побожношћу, својом жељом да угоди Богу, ослободила свој народ ропства, и чија су дела »сјајна као звезде«. Историја дугује Ирени мање милости а више правде. Можемо разумети, и, ако хоћемо, оправдати заблуду честитих људи, које је страначки дух заслепио у погледу на њу: али немамо права да је и ми примимо. У ствари, та славна владарка била је поглавито жена препредена, славољубива и побожна, коју је страст за престолом одвукла у злочин, и код које чак ни величина постигнутих резултата није дала никакве накнаде за ужас њених недела. Својим сплеткама она је, заиста, отворила у Византији за осамдесет година, на велику штету монархије, еру дворских револуција, коју су њени славни претходници, цареви иконокласти, били затворили за већ скоро читав век.
Слаба у поразу, она је обратно, кад победи, била немилосрдна. И казна коју је досудила своме сину довољно нам, каже о њеном срцу. Она је свакојако створила велике ствари за двадесет година отприлике, колико је владала: усудила се да изведе политичку и верску револуцију од несравњеног значаја. Она сама, поред свега тога, није била велика ни духом ни вољом.
Али ма каква да је била Ирена, доба у коме је она живела остаје необично занимљиво и драматично. Као што су тачно казали, »у тој византијској историји која нас изводи пред тако невероватне догађаје, Иринина је влада можда једна од најчудноватијих«.

## Породично стабло
|  |          |  |  |  |  |  |  |  |  |  |  |  |  |  |  |  |
|  | 2.       |  |  |  |  |  |  |  |  |  |  |  |  |  |  |  |
|  |          |  |  |  |  |  |  |  |  |  |  |  |  |  |  |  |
|  |          |  |  |  |  |  |  |  |  |  |  |  |  |  |  |  |
|  | 1. Ирина |  |  |  |  |  |  |  |  |  |  |  |  |  |  |  |
|  |          |  |  |  |  |  |  |  |  |  |  |  |  |  |  |  |
|  |          |  |  |  |  |  |  |  |  |  |  |  |  |  |  |  |
|  | 3.       |  |  |  |  |  |  |  |  |  |  |  |  |  |  |  |
|  |          |  |  |  |  |  |  |  |  |  |  |  |  |  |  |  |
|  |          |  |  |  |  |  |  |  |  |  |  |  |  |  |  |  |